# Storm Warning
Storm Warning – brytyjska grupa muzyczna łącząca współczesne brzmienie bluesa z rockiem i wpływami jazzowymi.
Gitarzysta Mad Dog Moore tworzy własne, oryginalne improwizacje. Perkusista Roger Willis współpracował z Capability Brown i Krazy Kat.

## Skład
- Son Maxwell – wokal, harmonijka ustna
- Mad Dog Moore – gitara
- Roger Willis – perkusja
- Derek White – gitara basowa
- Ian Salisbury – pianino

## Dyskografia
- Breaking Out